# MDMA
La 3,4-Metilenedioximetanfetamina, coneguda comument com a èxtasi (en forma de pastilla) i MDMA o M (en forma de cristall), és un empatogen amb propietats estimulants i lleugerament psicodèliques. Les investigacions l'inclouen com a adjunt a la psicoteràpia en el tractament del trastorn per estrès postraumàtic i l'ansietat social en el trastorn de l'espectre autista. Els efectes farmacològics prosocials inclouen sensacions alterades, increment d'energia, empatia i plaer. Quan es pren per via oral, els efectes comencen al cap de 30 o 45 minuts i duren de tres a sis hores.
L'MDMA va ser sintetitzat per primera vegada el 1912 pel químic de Merck Anton Köllisch. Va ser utilitzada per millorar la psicoteràpia a partir de la dècada de 1970 i es va popularitzar com a droga de carrer a la dècada de 1980. L'MDMA s'associa habitualment amb festes i discoteques, raves i música dance. Les pastilles venudes com a èxtasi poden estar adulterades amb altres substàncies com l'efedrina, l'amfetamina i la metamfetamina. El 2016, uns 21 milions de persones entre els 15 i els 64 anys havien consumit èxtasi (0,3% de la població mundial), un percentatge similar al de persones que consumeixen cocaïna o amfetamines, però més baix que el del cànnabis o els opioides. Als Estats Units, el 2017, aproximadament el 7% de les persones havien consumit MDMA en algun moment de les seves vides, i el 0,9% en el darrer any. El risc letal d'una dosi de MDMA se situa entre un mort cada 20.000 casos i un mort cada 50.000 casos.
Els efectes adversos a curt termini inclouen bruxisme, visió borrosa, suor intensa i un ritme cardíac ràpid, i l'ús prolongat també pot conduir a addicció, problemes de memòria, paranoia i dificultats per dormir. S'han reportat morts a causa de l'augment de la temperatura corporal i la deshidratació. Després del consum, les persones sovint se senten deprimides i cansades, tot i que aquest efecte no apareix en l'ús clínic, cosa que suggereix que no és resultat directe de l'administració d'MDMA. L'MDMA actua principalment augmentant l'alliberació en parts del cervell de diversos neurotransmissors: serotonina, dopamina i norepinefrina. Pertany a la classe de drogues de les amfetamines. L'MDMA és estructuralment similar a la mescalina (un psicodèlic), la metamfetamina (un estimulant) i als les neurotransmissors de les monoamines endògens com la serotonina, la norepinefrina i la dopamina.
El Servei de Medicina Interna de l'Hospital Clínic de Barcelona ha constatat que un consum recreatiu d'aquesta substància els caps de setmana durant dos o tres anys pot provocar un deteriorament cognitiu per a la resta de la vida. Això significa que aquests consumidors perden capacitat d'atenció i de concentració a causa d'una degeneració neuronal. A més, aquest equip de professionals ha constatat que aquestes conseqüències són irreversibles a llarg termini.
L'MDMA té usos mèdics aprovats limitats en un petit nombre de països, però és il·legal en la major part de jurisdiccions. Als Estats Units, la Food and Drug Administration està avaluant el medicament per a ús clínic. El Canadà ha permès la distribució limitada d'MDMA mitjançant sol·licitud i aprovació per part del govern. A Austràlia, pot ser receptada en el tractament del trastorn per estrès postraumàtic per psiquiatres específicament autoritzats.

## Efectes
En general, els usuaris de MDMA informen que els efectes subjectius es manifesten en els 30 - 60 minuts posteriors al consum oral i arriben al pic d'efecte al cap de 75 - 120 minuts, i es mantenen constants durant unes 3,5 hores. Els efectes psicoactius desitjats a curt termini inclouen:
- Eufòria: un sentit de benestar general i felicitat[3][27]
- Augment de la confiança en un mateix, la sociabilitat i la percepció de facilitat de la comunicació[28][3][27]
- Efectes entactògens: increment de l'empatia o sentiments de proximitat amb altres persones[3][27] i amb un mateix[28]
- Pupil·les dilatades[28]
- Relaxació i reducció de l'ansietat[28]
- Augment de l'emocionalitat[28]
- Sentiment de pau interior[27]
- Lleus al·lucinacions[27]
- Millora de la sensació, la percepció o la sexualitat[28][3][27]
- Alteració del sentit del temps[9]

L'experiència provocada per l'MDMA depèn de la dosi, del context i de l'usuari. La variabilitat de l'estat alterat induït és menor que en altres psicodèlics. Per exemple, l'MDMA consumit en festes s'associa amb una alta activitat motora, una reducció del sentit d'identitat i una baixa consciència de l'entorn. L'ús de l'MDMA individualment o en petits grups en un entorn tranquil s'associa amb una major lucidesa, concentració, sensibilitat als aspectes estètics de l'entorn, consciència de les emocions i millora de la capacitat de comunicació. En entorns psicoterapèutics, els efectes de l'MDMA es caracteritzen per idees infantils, labilitat d'humor i records i estats d'ànim connectats amb experiències infantils.
L'MDMA es descriu com una droga empatògena a causa dels seus efectes productors d'empatia. Els resultats de diversos estudis mostren els efectes de l'augment de l'empatia amb altres persones. A dosis mitjanes i altes, s'ha demostrat que augmenta el plaer i l'excitació. L'efecte de l'MDMA a l'hora augmentar la sociabilitat s'ha demostrat consistent, mentre que els seus efectes en l'empatia han estat més mixtos.

## Ús

### Recreatiu
L'MDMA sovint es considera la droga preferida en la cultura de raves i també s'utilitza en clubs, festivals i festes domèstiques. En l'entorn rave, els efectes sensorials de la música i la il·luminació sovint són molt sinergètics amb la droga. La qualitat psicodèlica de l'amfetamina de l'MDMA ofereix múltiples aspectes atractius als usuaris en l'entorn rave. Hi ha usuaris que gaudeixen de la sensació de comunió massiva per efecte dels efectes de reducció d'inhibicions de la droga, mentre que d'altres l'utilitzen com a combustible en festes a causa dels efectes estimulants. L'MDMA s'utilitza menys sovint que altres estimulants, típicament menys d'una vegada per setmana.
L'MDMA també es pren conjuntament amb altres drogues psicoactives com LSD, bolets al·lucinògens, 2C-B i ketamina. Sovint, l'MDMA es coadministra amb alcohol, metamfetamina i medicaments amb recepta com els ISRS amb els quals l'MDMA té diverses interaccions fàrmac-fàrmac. S'han informat tres casos de coadministració d'MDMA amb ritonavir, amb interaccions fàrmac-fàrmac greus i perilloses, i amb una àmplia gamma de drogues tant psicoactives com antipsicòtiques i no psicoactives.

### Mèdic
A 2017, l'MDMA no té cap indicació mèdica acceptada. Abans que fos àmpliament prohibit, va tenir un ús limitat en psicoteràpia. El 2017, l'Administració de Drogues i Aliments dels Estats Units (FDA) va aprovar investigacions limitades en psicoteràpia assistida amb MDMA per al trastorn per estrès postraumàtic, amb evidències preliminars que l'MDMA pot facilitar l'eficàcia de la psicoteràpia per aquest trastorn.

### Altres
L'MDMA s'empra en petites dosis de MDMA per alguns practicants religiosos com a enteogen per millorar la pregària o la meditació. L'MDMA s'empra com a complement en pràctiques espirituals new-age.

### Formes
L'MDMA s'ha fet àmpliament conegut com a èxtasi normalment referint-se a la seva forma de pastilla, tot i que aquest terme també pot incloure possibles adulterants o diluents. El terme britànic mandy i el terme nord-americà molly es refereixen col·loquialment a l'MDMA en forma de pols cristal·lina, considerada lliure d'adulterants. L'MDMA també es ven en forma de clorhidrat, bé sigui en cristalls solts o en càpsules. Les pastilles d'MDMA de vegades presenten dibuixos en relleu que poden representar personatges de la cultura popular, amb la finalitat de seduir el comprador.
En part a causa de la manca d'aprovisionament mundial d'oli de sassafràs (problema en bona part superat per nous mètodes de síntesi), la puretat de les substàncies venudes com a MDMA varia amplament. Algunes d'aquestes substàncies contenen metilona, etilona, MDPV, mefedrona o qualsevol altra de les drogues conegudes com a sals de bany, a més o en lloc de l'MDMA. L'MDMA en pols varia de l'MDMA pur fins a pastilles triturades amb una puresa d'un 30–40%. Les pastilles d'MDMA tenen típicament una puresa baixa pels agents de farciment (lactosa) que s'afegeixen per diluir la droga i augmentar els beneficis i els agents aglutinants. Les pastilles venudes com a èxtasi a vegades contenen 3,4-metilendioxianfetamina (MDA), 3,4-metilendioxietilanfetamina (MDEA), altres derivats d'amfetamines, cafeïna, opiacis o analgèsics. Algunes pastilles contenen poc o gens d'MDMA. La proporció de pastilles d'èxtasi confiscades amb impureses semblants a l'MDMA ha variat anualment i segons el país. El contingut mitjà d'MDMA en una preparació és de 70 a 120 mg, amb una puresa que ha augmentat d'ençà de la dècada de 1990.

L'MDMA es conumeix generalment per via oral. També a vegades s'esnifa.

## Efectes adversos

### A curt termini
Els efectes adversos aguts són generalment el resultat de dosis elevades o múltiples, tot i que la toxicitat per dosi única pot ocórrer en individus susceptibles. Els riscos de salut física més seriosos a curt termini de l'MDMA són hipertèrmia i deshidratació. S'han produït casos de hiponatrèmia que posa en perill la vida o fatal (concentració excessivament baixa de sodi en la sang) en usuaris de MDMA que intenten prevenir la deshidratació consumint quantitats excessives d'aigua sense reposar electròlits.
Els efectes adversos immediats de l'ús d'MDMA poden incloure:
- Bruxisme (reixejament i contracció dels dents)[28][29][3]
- Deshidratació[29][27][63]
- Diarrea[27]
- Disfunció erèctil[28][65]
- Hipertèrmia[28][29][63]
- Augment de la vigília o insomni[28][27]
- Augment de la sudoració i transpiració[27][63]
- Augment de la freqüència cardíaca i la pressió arterial[28][29][63]
- Augment de l'activitat psicomotora[28]
- Pèrdua de gana[28][62]
- Nàusees i vòmits[3]
- Al·lucinacions visuals i auditives (rarament)[28]

Altres efectes adversos que poden ocórrer o persistir fins a una setmana després de cessar l'ús moderat d'MDMA inclouen:
Fisiològic
- Insomni[62]
- Pèrdua de l'apetit[62]
- Fatiga o letargia[66][67]
- Trisme (tancament de mandíbula)[3]

Psicològic
- Anhedònia[62]
- Ansietat o paranoia[62]
- Depressió[62][3]
- Impulsivitat[62]
- Irritabilitat[62]
- Deteriorament de la memòria[3]
- Agitació[62]

L'administració d'MDMA a ratolins causa danys en l'ADN al cervell, especialment quan els ratolins estan privats de son. Inclús a dosis molt baixes que són comparables a aquelles autoadministrades pels humans, l'MDMA causa estrès oxidatiu i tant trencament de la cadena senzilla com doble en l'ADN de la regió de l'hipocamp del cervell del ratolí.

### Llarga durada
A 2015, els efectes a llarg termini de l'MDMA en l'estructura i funció del cervell humà no s'han pogut determinar completament. No obstant això, hi ha evidències consistents de dèficits estructurals i funcionals en usuaris amb una alta exposició a l'MDMA al llarg de la seva vida. Aquests canvis estructurals o funcionals semblen dependents de la dosi i poden ser menys prominents en usuaris d'MDMA amb només una exposició moderada (normalment <50 dosis utilitzades i <100 pastilles consumides). No obstant això, l'ús moderat d'MDMA també podria ser neurotòxic, i no està establert amb claredat què constitueix un ús moderat.
A més, encara no és clar si els usuaris típicament recreatius d'MDMA (1 - 2 pastilles de 75 a 125 mg d'MDMA o anàleg cada 1 - 4 setmanes) poden desenvolupar lesions cerebrals neurotòxiques. S'ha demostrat que l'exposició a llarg termini a l'MDMA en humans produeix una marcada neurodegeneració en els terminals axònics serotonèrgics del nucli estriat, l'hipocamp, el còrtex prefrontal i l'occipital, i que aquest dany neurotòxic persisteix durant més de dos anys. Els augments en la temperatura cerebral per consum d'MDMA estan correlacionades positivament amb la neurotoxicitat induïda per l'MDMA. No obstant això, la major part d'estudis sobre l'MDMA i la neurotoxicitat serotonèrgica en humans se centren en usuaris habituals, que consumeixen fins a set vegades o més la quantitat que la major part d'usuaris, i les evidències de neurotoxicitat serotonèrgica en usuaris que prenen dosis més baixes amb menys freqüència no són concloents.
No obstant això, s'han observat canvis adversos en la neuroplasticitat de la microvasculatura cerebral i la matèria blanca del cervell en humans que consumeixen dosis baixes d'MDMA. També s'ha observat una reducció de la densitat de la matèria grisa en certes estructures cerebrals en humans usuaris d'MDMA, i reduccions globals en el volum de la matèria grisa, afluixament dels còrtexs parietal i orbitofrontal, i una disminució de l'activitat hipocampal en usuaris amb exposició de llarga duració. Els efectes establerts fins ara per a l'ús recreatiu de l'èxtasi es troben en el rang d'efectes moderats a severs per la reducció de transportadors de serotonina.
S'han trobat deficiències en múltiples aspectes de la cognició, entre els quals l'atenció, l'aprenentatge, la memòria, el processament visual i el son, en usuaris habituals d'MDMA; la magnitud d'aquestes deficiències està correlacionada amb el consum d'MDMA al llarg de la vida i són parcialment reversibles amb l'abstinència. S'han observat diverses formes de memòria afectades per l'ús crònic d'èxtasi; no obstant això, els efectes en les alteracions de memòria en usuaris d'èxtasi són generalment menors. El consum d'MDMA també s'associa amb un augment de la impulsivitat i la depressió.
La disminució de la serotonina posterior al consum d'MDMA pot causar depressió en els dies següents, i s'han descrit casos en què els símptomes depressius persisteixen durant períodes més llargs: hi ha estudis que indiquen que l'ús recreatiu i repetit de l'èxtasi està associat amb depressió i ansietat, fins i tot després de deixar de prendre'n. La depressió és una de les principals raons per deixar de consumir-la.
A dosis altes, l'MDMA indueix una resposta neuroimmunitària que, a través de diversos mecanismes, augmenta la permeabilitat de la barrera hematoencefàlica, de manera que el cervell esdevé més susceptible a toxines i patògens ambientals. A més, l'MDMA té efectes immunosupressors en el sistema nerviós perifèric i efectes proinflamatoris en el sistema nerviós central.
L'MDMA pot augmentar el risc de fibrosi cardíaca en usuaris intensos o de llarga exposició a causa de l'activació dels receptors de serotonina 5-HT2B. L'MDMA indueix canvis epigenètics cardíacs en la metilació de l'ADN, particularment canvis d'hipermetilació.

### Trastorns de reforç
Aproximadament el 60% d'usuaris d'MDMA experimenten símptomes d'abstinència quan deixen de prendre'n, entre els quals fatiga, pèrdua de gana, depressió i dificultats per concentrar-se. També es desenvolupa tolerància als efectes desitjats i adversos de l'MDMA després d'un consum consistent. Una anàlisi dèlfica de 2007 d'un grup d'experts en farmacologia, psiquiatria, dret, policia i altres àmbits estima que l'MDMA té un potencial de dependència psicològica i física aproximadament de tres quartes parts a quatre cinquenes parts del del cànnabis.
S'ha demostrat que l'MDMA indueix ΔFosB en el nucli accumbens. Com que l'MDMA allibera dopamina al nucli estriat, els mecanismes pels quals indueix ΔFosB al nucli accumbens són analògics als d'altres psicoestimulants dopaminèrgics. Per tant, el consum crònic de l'MDMA a dosis elevades pot provocar canvis estructurals al cervell i addicció a les drogues, que es produeixen com a conseqüència de la sobreexpressió de ΔFosB al nucli accumbens. No obstant això, l'MDMA és menys addictiu que altres estimulants com la metamfetamina i la cocaïna. Comparat amb l'amfetamina, l'MDMA i el seu metabòlit MDA són menys reforçants.
Un estudi conclou que aproximadament el 15% dels usuaris crònics d'MDMA compleixen els criteris diagnòstics de DSM-IV per dependència de substàncies. No obstant això, hi ha poques evidències d'un síndrome específic de dependència a l'MDMA diagnosticable, perquè l'MDMA es consumeix típicament de manera relativament poc freqüent.
Actualment no hi ha medicaments per tractar la dependència de l'MDMA.

### Durant l'embaràs
L'MDMA és una droga moderadament teratogènica (és a dir, tòxica per al fetus). L'exposició intrauterina a l'MDMA està associada amb la neurotoxicitat i la cardiotoxicitat, i un funcionament motor deteriorat. Els retards motors poden ser temporals durant la infància o de llarg termini. La gravetat d'aquests retards del desenvolupament augmenta amb un ús més intens d'MDMA.

## Sobredosi
Els símptomes de la sobredosi per MDMA varien àmpliament a causa de la implicació de múltiples sistemes d'òrgans; els més evidents es detallen a la taula següent. El nombre d'instàncies d'intoxicació fatal per MDMA és baix en relació amb les seves taxes de consum. En la major part de les morts, l'MDMA no era l'única droga involucrada. La toxicitat aguda es deu principalment al síndrome serotoninèrgic i als efectes simpatomimètics. Els efectes simpatomimètics es poden gestionar amb carvedilol. La toxicitat de l'MDMA en cas de sobredosi pot ser exacerbada per la cafeïna, amb la qual sovint es talla per augmentar el volum. S'ha publicat un esquema per al maneig de la toxicitat aguda de l'MDMA que se centra en el tractament de la hipertèrmia, la hiponatrèmia, el síndrome serotoninèrgic i la fallida d'òrgans múltiples.
| Sistema                 | Sobredosi lleu o moderada                                                    | Sobredosi severa |
| ----------------------- | ---------------------------------------------------------------------------- | --- |
| Cardiovascular          |                                                                              | Coagulació intravascular disseminada, hemorràgia intracranial, hipertensió o hipotensió severa, hemorràgia hipotensiva                                                                                  |
| Sistema nerviós central | - Hiperreflèxia - Agitació - Confusió mental - Paranoia - Psicosi estimulant | Dèficit cognitiu i deteriorament de la memòria potencialment fins al punt d'amnèsia retrògrada o anterògada, coma, convulsions, al·lucinacions, pèrdua de consciència síndrome serotoninèrgic           |
| Musculoesquelètic       |                                                                              | Rigidesa muscular, - rabdomiòlisi (descomposició ràpida dels músculs) |
| Respiratori             |                                                                              | Síndrome del destret respiratori agut |
| Urinaris                |                                                                              | - Insuficiència renal aguda |
| Altres                  |                                                                              | Edema cerebral, hepatitis, hiperpirèxia (augment de la temperatura corporal que posa en perill la vida, superior o igual a 40 o 41.5°C), Hiponatrèmia (secreció inapropiada de l'hormona antidiürètica) |

## Interaccions
Es poden produir diverses interaccions farmacològiques entre l'MDMA i altres medicaments, entre els quals els serotoninèrgics. L'MDMA també interactua amb medicaments que inhibeixen els enzims CYP450, com ara el ritonavir (Norvir), especialment els inhibidors de la CYP2D6: s'han descrit reaccions que posen en perill la vida i la mort en persones que van consumir MDMA mentre prenien ritonavir. L'ús simultani d'altres medicaments serotoninèrgics amb dosis altes d'MDMA pot provocar una condició que posa en perill la vida anomenada síndrome serotoninèrgic. També s'han descrit sobredosis severes que van provocar la mort en persones que van prendre MDMA en combinació amb certs inhibidors de la monoamina oxidasa (IMAO), com ara fenelzina (Nardil), tranilcipromina (Parnate) o moclobemida (Aurorix, Manerix). S'ha demostrat que els inhibidors de la recaptació de serotonina com ara el citalopram (Celexa), la duloxetina (Cymbalta), la fluoxetina (Prozac) i la paroxetina (Paxil) bloquen la major part dels efectes subjectius de l'MDMA. Els inhibidors de la recaptació de noradrenalina com ara la reboxetina (Edronax), segons s'ha comprovat, redueixen l'excitació emocional i els sentiments d'estimulació amb l'MDMA, però no semblen influir en els seus efectes entactogènics o elevadors de l'estat d'ànim.

## Farmacologia

### Farmacodinàmica
L'MDMA és una anfetamina substituïda estructuralment, i un agent alliberador de monoamines mecànicament. Com altres agents alliberadors de monoamines, l'MDMA entra a les neurones monoaminèrgiques a través dels transportadors de monoamines. L'MDMA té una alta afinidad pels transportadors de dopamina, noradrenalina i serotonina, amb certa preferència per aquest últim. La substitució metilendioxil- proporciona l'activitat serotoninèrgica, ja que la majoria d'altres anfetamines substituïdes mostren una afinitat negligible pel transportador de serotonina.
L'alliberació de neurotransmissors induïda pels agents alliberadors de monoamines difereix significativament de la alliberació de neurotransmissors regular, evocada per potencial d'acció. A l'interior de la neurona, l'MDMA inhibeix la VMAT2 i activa TAAR1. L'agonisme de TAAR1 resulta en la fosforilació dels transportadors de monoamines per PKA i PKC, els quals interna el transportador o inverteix la seva direcció de flux. La inhibició de VMAT2 impedeix l'empaquetament de les monoamines citosòliques dins les vesícules sinàptiques, la qual cosa permet que enlloc d'això siguin bombejades fora de la neurona pels transportadors fosforilats. El resultat final és que la neurona constantment "fuga" neurotransmissors al sinapsi, independentment de qualsevol senyal rebuda.
L'MDMA té dos enantiòmers, l'(S)-MDMA i l'(R)-MDMA. L'MDMA utilitzat recreativament és la mescla equimolar de tots dos. El (S)-MDMA causa els efectes entactogènics del racemat, ja que allibera serotonina, noradrenalina i dopamina de manera molt més eficient a través dels transportadors de monoamines. També té una major afinitat cap a 5-HT2CR. El (R)-MDMA té un notable agonisme cap a 5-HT2AR, la qual cosa suposadament contribueix a les lleus al·lucinacions psicodèliques induïdes per dosis altes de MDMA en humans.

### Farmacocinètica

Principals vies metabòliques de MDMA en humans.

La concentració d'MDMA al sang comença a augmentar després d'uns 30 minuts, i arriba a la seva concentració màxima al torrent sanguini entre 1,5 i 3 hores després de la ingestió. Després, es metabolitza i s'excreta lentament, amb els nivells d'MDMA i els seus metabolits disminuint a la meitat de la seva concentració màxima al llarg de les pròximes hores. La durada d'acció de l'MDMA és normalment de quatre a sis hores, després de les quals els nivells de serotonina al cervell estan esgotats. Els nivells de serotonina solen tornar a la normalitat en un període de 24-48 hores.
Els metabòlits d'MDMA identificats en humans inclouen 3,4-metilèndioxianfetamina (MDA), 4-hidroxi-3-metoximetanfetamina (HMMA), 4-hidroxi-3-metoxianfetamina (HMA), 3,4-dihidroxianfetamina (DHA) (també anomenada alfa-metildopamina (α-Me-DA)), 3,4-metilèndioxifenilacetona (MDP2P) i 3,4-metilèndioxin-hidroxi-anfetamina (MDOH). Les contribucions d'aquests metabòlits als efectes psicoactius i tòxics de l'MDMA són un àmbit de recerca actiu. El 80% de l'MDMA es metabolitza al fetge i aproximadament el 20% s'excreta inalterat en la orina.
L'MDMA és conegut per ser metabolitzat per dues vies metabòliques principals: (1) O-demetilació seguida de metilació de la catecol-O-metiltransferasa (COMT) i/o conjugació de glucurònid/sulfat; i (2) N-dialquilació, deaminació i oxidació als derivats corresponents de l'àcid benzoic conjugats amb glicina. El metabolisme pot ser principalment per enzims de citocrom P450 (CYP450) com CYP2D6 i CYP3A4 i COMT. Sorgeixen farmacocinètiques complexes i no lineals a través de l'autoinhibició de CYP2D6 i CYP2D8, resultant en cinètica de zero ordre a dosis més altes. Es creu que això pot resultar en concentracions sostenides i més altes d'MDMA si l'usuari pren dosis consecutives de la droga.Plantilla:Primary source inline
L'MDMA i els seus metabolits s'excreten principalment com a conjugats, com sulfats i glucurònids. MDMA és un compost quiral i ha estat gairebé exclusivament administrat com un ractamat. No obstant això, s'ha demostrat que els dos enantiòmers exhibeixen cinètiques diferents. La disposició de l'MDMA també pot ser estereoselectiva, amb l'enantiòmer S tenint un semivida d'eliminació més curta i una major excreció que l'enantiòmer R. Les proves suggereixen que l'àrea sota la corba de concentració en sang plasma versus temps (AUC) era de dos a quatre vegades més gran per a l'enantiòmer (R) que per a l'enantiòmer (S) després d'una dosi oral de 40 mg en voluntaris humans. De la mateixa manera, la semivida plasmàtica de (R)-MDMA era significativament més llarga que la de l'enantiòmer (S) (5,8 ± 2,2 hores vs 3,6 ± 0,9 hores). No obstant això, com que l'excreció i el metabolisme d'MDMA tenen cinètiques no lineals, les semivides serien més llargues a dosis més típiques (100 mg és considerat a vegades una dosi típica).

## Química

### Síntesi
Hi ha diversos mètodes disponibles per sintetitzar MDMA a través de diferents intermediaris. La síntesi original de MDMA descrita a la patent de Merck implica bromar el safrol a 1-(3,4-metilendioxifenil)-2-bromopropan i després reaccionar aquest adducte amb metilamina. La majoria de MDMA il·lícita es sintetitza utilitzant MDP2P (3,4-metilendioxifenil-2-propanona) com a precursor. MDP2P, a la vegada, es sintetitza generalment a partir de piperonal, safrol o isosafrol. Un mètode consisteix a isomeritzar el safrol a isosafrol en presència d'una base forta, i després oxidar isosafrol a MDP2P. Un altre mètode utilitza el procés de Wacker per oxidar directament el safrol al intermediari MDP2P amb un catalitzador de palladi. Un cop preparat l'intermediari MDP2P, una aminació reductiva porta a MDMA racèmic (una mescla de parts iguals de (R)-MDMA i (S)-MDMA). Calen quantitats relativament petites d'oli essencial per produir grans quantitats de MDMA. L'oli essencial de Ocotea cymbarum, per exemple, típicament conté entre un 80 i un 94% de safrol. Això permet que 500 mL de l'oli produeixin entre 150 i 340 grams de MDMA.

### Detecció en fluids corporals
La MDMA i la MDA es poden quantificar en sang, plasma o orina per monitorar l'ús, confirmar un diagnòstic d'envaïment o ajudar en la investigació forense d'una infracció de trànsit o d'un altre delicte o una mort sobtada. Alguns programes de detecció d'abús de substàncies confien en cabells, saliva o suor com a mostres. La majoria dels tests comercials de detecció immunoassaig d'anfetamines reaccionen significativament amb la MDMA o els seus principals metabolits, però les tècniques cromatogràfiques poden distingir i mesurar separadament cadascuna d'aquestes substàncies amb facilitat. Les concentracions de MDA a la sang o a la orina d'una persona que només ha pres MDMA, en general, són menors del 10% de les del fàrmac pare.

## Història

### Investigació inicial
L'MDMA va ser sintetitzat per primera vegada el 1912 pel químic de Merck Anton Köllisch. En aquell moment, Merck cercava desenvolupar substàncies per aturar anomalies en el sagnat, i pretenia esquivar una patent ja existent de Bayer per a una d'aquestes substàncies, la hidrastinina. Així, Köllisch va desenvolupar una preparació d'un anàleg de la hidrastinina, la metilhidrastinina, a petició dels seus companys de laboratori, Walther Beckh i Otto Wolfes. L'MDMA (anomenat «metilsafrilamina», «safrilmetilamina» o «N-Metil-a-Metilhomopiperonilamina» en els informes de laboratori de Merck) era un compost intermedi en la síntesi de la metilhidrastinina, i en aquell moment Merck no estava interessada en l'MDMA en si mateix. El 24 de desembre de 1912, Merck va presentar dues sol·licituds de patent que descrivien la síntesi i algunes propietats químiques de l'MDMA i la seva conversió posterior a metilhidrastinina.
Els registres de Merck indiquen que els seus investigadors van tornar al compost de manera esporàdica: una patent de Merck de 1920 descriu una modificació química de l'MDMA. El 1927, Max Oberlin va estudiar la farmacologia de l'MDMA mentre cercava substàncies amb efectes similars a l'adrenalina i l'efedrina, aquesta darrera estructuralment molt similar a l'MDMA. En comparació amb l'efedrina, Oberlin va observar que tenia efectes similars en el teixit múscul llis vascular, efectes més forts a l'úter i «cap efecte local a l'ull», i també va descobrir que l'MDMA tenia efectes sobre els nivells de sucre en sang comparables a dosis elevades d'efedrina; Oberlin va concloure que els efectes de l'MDMA no es limitaven al sistema nerviós simpàtic. La investigació es va interrompre «principalment a causa d'un fort augment del preu de la safrilmetilamina», que encara s'utilitzava com a intermediari en la síntesi de la metilhidrastinina. Més tard, Albert van Schoor va realitzar proves toxicològiques simples amb el medicament el 1952, probablement mentre investigava nous estimulants o medicaments circulatoris, però, després d'alguns estudis farmacològics, la investigació no va continuar. El 1959, Wolfgang Fruhstorfer va sintetitzar MDMA per a proves farmacològiques mentre investigava estimulants, però no és clar si Fruhstorfer va investigar els efectes del MDMA en els humans.
Fora de Merck, altres investigadors van començar a investigar l'MDMA. El 1953 i el 1954, l'Exèrcit dels Estats Units va encarregar un estudi de toxicitat i efectes conductuals en animals injectats amb mescalina i diversos anàlegs, entre els quals l'MDMA. Aquestes investigacions, realitzades a la Universitat de Michigan a Ann Arbor, es van desclassificar a l'octubre de 1969 i es van publicar el 1973. El primer article científic publicat sobre l'MDMA va ser un article polonès del 1960 de Biniecki i Krajewski, que descriu la síntesi de l'MDMA com a intermediari.

### Ús recreatiu. La investigació de Shulgin
Fora del context mèdic, es creu que l'MDMA podria haver-se utilitzat per primera vegada a l'oest dels Estats Units el 1968, i un informe de 1970 en una reunió de químics de laboratori forense indica que l'MDMA ja s'utilitzava recreativament a l'àrea de Chicago. Es creu que l'MDMA va sorgir com a substitut del seu anàleg MDA, una droga llavors popular entre els usuaris de psicodèlics que va ser classificada com a substància controlada a l'Annex 1 als Estats Units el 1970.

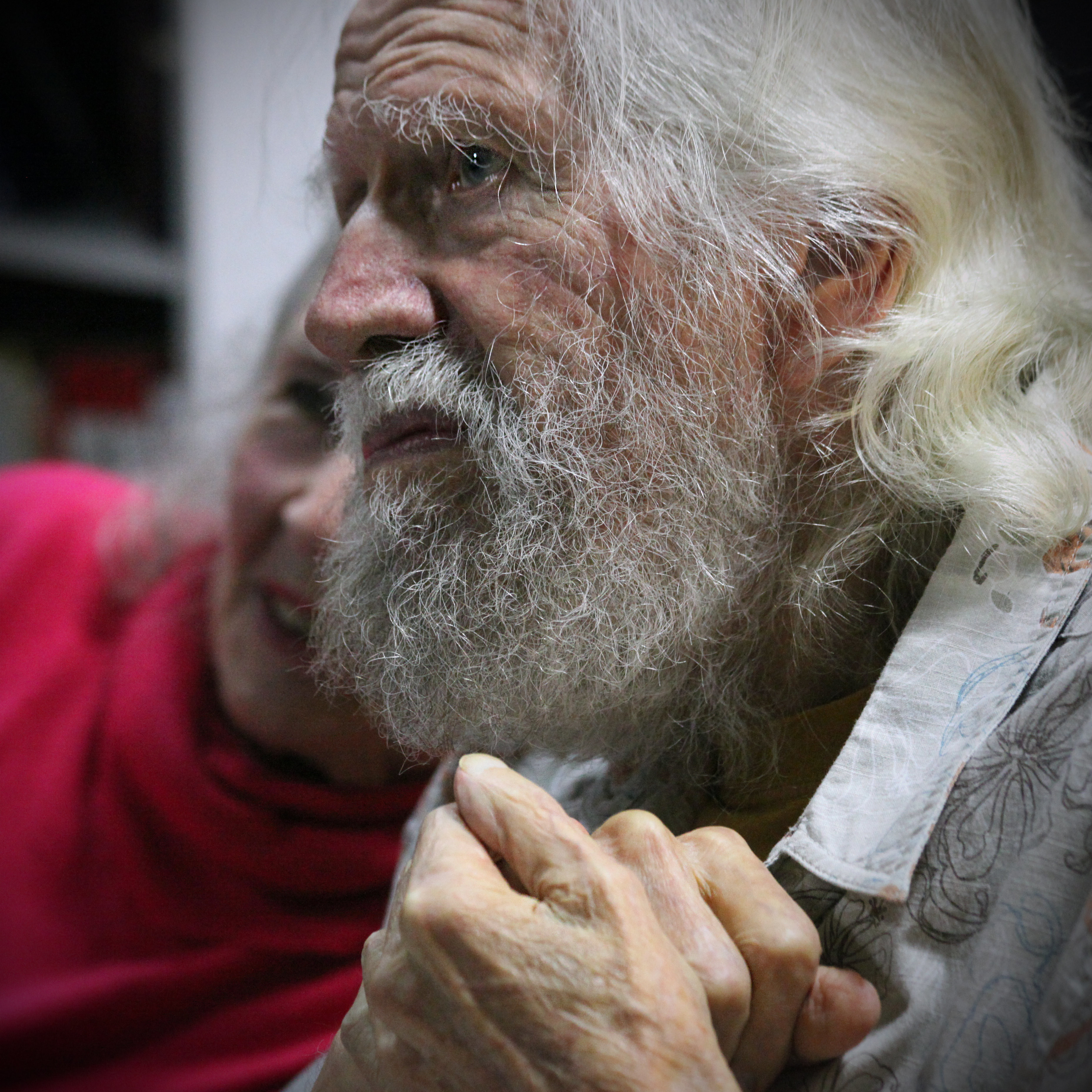
Alexander i Ann Shulgin el desembre de 2011

L'enginyer químic i psicofarmacòleg nord-americà Alexander Shulgin va sintetitzar l'MDMA el 1965 mentre investigava compostos metilendioxis a la Dow Chemical Company, però no va provar la psicoactivitat del compost en aquell moment. Al voltant de 1970, Shulgin va enviar instruccions per a la síntesi de l'MDMA al fundador d'una empresa química de Los Angeles que les havia sol·licitat, qui posteriorment va proporcionar aquestes instruccions a un altre client; és possible que Shulgin sospités que havia jugat un paper en l'aparició de l'MDMA a Chicago.
Shulgin va sentir parlar dels efectes psicoactius de l'MDMA per primera vegada entorn de 1975 a un jove estudiant que parlava d'un «efecte semblant a l'amfetamina». Cap al 30 de maig de 1976, Shulgin va sentir a parlar novament dels efectes de l'MDMA, aquesta vegada d'un estudiant de postgrau en un grup de química medicinal que assessorava la Universitat Estatal de San Francisco, cosa que el va dirigir a l'estudi de la Universitat de Michigan: ella i dos amics van consumir 100 mg d'MDMA i van informar d'experiències emocionals positives. Seguint les autoproves d'un col·lega de la Universitat de San Francisco, Shulgin va sintetitzar MDMA i el va provar ell mateix el setembre i octubre de 1976. Shulgin va informar per primera vegada sobre l'MDMA en una presentació en una conferència a Bethesda, Maryland, el desembre de 1976, i el 1978 ell i David E. Nichols van publicar un informe sobre l'efecte psicoactiu de la droga en els humans, on el descrivien com a un inductor «d'un estat de consciència alterat fàcilment controlable amb matisos emocionals i sensuals» comparable «al cànnabis, a la psilocibina sense el component al·lucinogen o a nivells baixos d'MDA».
Tot i que Shulgin no va considerar les seves pròpies experiències amb l'MDMA particularment potents, va restar impressionat pels seus efectes desinhibidors i va pensar que podria ser útil en teràpia. Pensant que l'MDMA permetia als usuaris desprendre's dels hàbits i percebre el món amb claredat, Shulgin la va caracteritzar com una «finestra». De tant en tant, Shulgin prenia MDMA per relaxar-se, s'hi referia com al seu «martini poc calòric» i en donava a amics, investigadors i altres persones que creia que se'n podrien beneficiar. Una d'aquestes persones va ser Leo Zeff, un psicoterapeuta que s'havia donat a conèixer per fer servir substàncies psicodèliques en la seva tasca professional. Quan va provar l'MDMA el 1977, Zeff va romandre impressionat pels efectes, i va sortir de la seva semi-retirada per promoure'n l'ús en teràpia. En els anys següents, Zeff va viatjar pels Estats Units i ocasionalment a Europa, entrenant uns quatre mil psicoterapeutes en l'ús terapèutic de l'MDMA. Zeff va anomenar l'MDMA «Adam», en tant que posava els usuaris en un estat d'«innocència primordial».
Els psicoterapeutes que utilitzaven MDMA creien que la droga eliminava la resposta típica de por i augmentava la comunicació. Les sessions normalment es feien a casa del pacient o del terapeuta. El paper del terapeuta es minimitzava, i es potenciava de l'autodescobriment del pacient acompanyat dels sentiments d'empatia induïts per l'MDMA. La depressió, els trastorns per l'ús de substàncies, els problemes de relació, la síndrome premenstrual i l'autisme eren alguns dels trastorns psiquiàtrics que es deia que la teràpia assistida per MDMA tractava. Segons el psiquiatre George Greer, els terapeutes que utilitzaven MDMA en la seva pràctica estaven impressionats pels resultats. Anecdòticament, es deia que l'MDMA accelerava molt la teràpia. Segons David Nutt, l'MDMA era molt utilitzat a l'oest dels Estats Units en la teràpia de parella, on rebia el nom d'«empatia». Va ser més tard que es va utilitzar el terme «èxtasi», coincidint amb l'augment de l'oposició al seu ús.

### Generalització
A la tardor dels anys 70 i començament dels 80, l'«Adam» es va estendre a través de les xarxes personals de psicoterapeutes, psiquiatres, usuaris de psicodèlics i yuppies. Amb l'esperança que l'MDMA pogués esquivar la criminalització, els psicoterapeutes i investigadors van provar de limitar la difusió de l'MDMA i la informació que en circulava mentre feien investigacions informals, i els primers distribuïdors d'MDMA varen evitar operacions a gran escala per la possible legislació. Entre els anys 70 i mitjans dels 80, aquesta xarxa d'usuaris d'MDMA va consumir unes 500.000 dosis.
A finals dels anys 70 va néixer un petit mercat recreatiu d'MDMA, consumint unes 10.000 dosis el 1976, i a començament dels anys 80, l'MDMA es consumia en discoteques de Boston i Nova York com Studio 54 i Paradise Garage. A començament dels anys 80, mentre el mercat recreatiu creixia lentament, la producció d'MDMA estava dominada per un petit grup de químics de Boston amb finalitats terapèutiques, que no sempre era capaç de satisfer la demanda creixent i sovint es produïen escassetats.
Percebent una oportunitat de negoci, Michael Clegg, el distribuïdor del sud-oest del Grup de Boston, va començar el seu propi «Grup de Texas» amb el suport financer d'amics d'allà. El 1981, Clegg va inventar el terme «Èxtasi» per referir-se col·loquialment a l'MDMA per augmentar-ne la comercialització. A partir del 1983, el Grup de Texas va començar a produir MDMA en massa en un laboratori de Texas o a importar-lo de Califòrnia, i comercialitzava pastilles fent servir estructures de venda piramidals i sense taxes, atès que l'MDMA es podia comprar amb targeta de crèdit i es pagaven imposts sobre les vendes. Sota la marca «Sassyfras», les pastilles d'MDMA es venien en ampolles marrons. El Grup de Texas anunciava «festes d'èxtasi» a bars i discoteques venent-lo com «una droga divertida i adequada per ballar». L'MDMA es distribuïa obertament en bars i discoteques de la zona d'Austin, Dallas i Fort Worth, i es va fer popular entre joves, estudiants universitaris i homosexuals. El consum recreatiu també va augmentar quan els traficants de cocaïna experimentaren amb la droga i també en començaren a distribuir. Un laboratori de Califòrnia que analitzava mostres de drogues enviades confidencialment va detectar per primera vegada MDMA el 1975. Durant els anys següents, el nombre de mostres d'MDMA va augmentar, superant el nombre de mostres d'MDA a començament dels anys 80. Cap a mitjan anys 80, el consum d'MDMA s'havia estès a les universitats de tots els Estats Units.

### Ressò mediàtic i regulació

#### Estats Units
En un informe dels mitjans sobre l'MDMA publicat el 1982, un portaveu de l'Administració de Control de Drogues ((DEA, per les sigles en anglès)) va afirmar que l'agència prohibiria la droga si es trobava prou evidència d'abús; a mitjan 1984, el consum d'MDMA es feia més evident. En un article del San Francisco Chronicle del 10 de juny, Bill Mandel parlava sobre l'«Adam», identificant-la erròniament com a MMDA. El mes següent, l'Organització Mundial de la Salut va identificar l'MDMA com l'única substància d'un total de vint fenetilamines que havia estat confiscada un nombre significatiu de vegades.
Després d'un any de planificació i recopilació de dades, es va proposar l'MDMA com a substància controlada per part de la DEA el 27 de juliol de 1984 amb una sol·licitud de comentaris i objeccions. La DEA es va sorprendre que hi hagués psiquiatres, psicoterapeutes i investigadors que es mostrassin en desacord amb la classificació proposada, i van sol·licitar una audiència; en un article de Newsweek publicat l'any següent, un farmacòleg de la DEA afirmava que l'agència no coneixia el seu ús entre els psiquiatres. Hi va haver una primera audiència dia 1r de febrer de 1985 a les oficines de la DEA a Washington, D.C., amb el jutge administratiu Francis L. Young com a president, i es va decidir que hi hagués tres audiències més aquell any: a Los Angeles el 10 de juny, a Kansas City el 10 i 11 de juliol, i a Washington, D.C., del 8 al 11 d'octubre.
Hi va haver una gran atenció mediàtica a la proposta de criminalització i a la reacció dels defensors de l'MDMA, que va donar publicitat efectiva a la droga. Com a resposta a la classificació proposada, el Grup de Texas va augmentar la producció: de les estimacions de 1985 de 30.000 pastilles al mes a un màxim de 8.000 diàries fins a arribar als dos milions en els mesos abans que l'MDMA fos il·legalitzat, i hi ha estimacions per les quals el Grup de Texas distribuïa 500.000 pastilles al mes només a Dallas. Segons un participant en un estudi etnogràfic, el Grup de Texas va produir més MDMA en divuit mesos que totes les altres xarxes de distribució juntes en tota la seva història. Cap a maig de 1985, el consum d'MDMA estava generalitzat a Califòrnia, Texas, el sud de Florida i el nord-est dels Estats Units. Segons la DEA, hi havia evidència de consum en vint-i-vuit estats i al Canadà. A instàncies del senador Lloyd Bentsen, la DEA va anunciar una classificació d'emergència de l'Annex I de l'MDMA el 31 de maig de 1985: l'agència va al·legar un augment de la distribució a Texas, un consum creixent al carrer i noves evidències de neurotoxicitat de la MDA (com a anàleg de l'MDMA) com a raons per a la mesura d'emergència. La prohibició va entrar en vigor un mes més tard, dia 1r de juliol de 1985, en plena campanya Just Say No de Nancy Reagan durant la Guerra contra les drogues.
Com a resultat del testimoni de diversos experts que van afirmar que l'MDMA tenia un ús mèdic acceptat, el jutge administratiu que presidia les audicions va recomanar que l'MDMA fos classificada com a substància de l'Annex III; malgrat això, l'administrador de la DEA, John C. Lawn, va anul·lar la recomanació i va classificar la droga a l'Annex I. Llavors, el psiquiatre de Harvard Lester Grinspoon va demandar la DEA, argumentant que l'agència havia ignorat els usos mèdics de l'MDMA, i el tribunal federal va donar la raó a Grinspoon, qualificant l'argumentació de Lawn de «forçada» i «poc persuasiva», i va anul·lar la declaració a l'Annex I de l'MDMA. Malgrat això, menys d'un mes després, Lawn va revisar les proves i va tornar a incloure l'MDMA a l'Annex I, afirmant que es podien rebutjar els testimonis de diversos psiquiatres que digueren que s'havien servit de l'MDMA en context terapèutic amb resultats positius perquè no s'havien publicat en revistes mèdiques.
Anys més tard, el 2017, la FDA va atorgar la designació de teràpia innovadora a l'MDMA pel seu ús amb psicoteràpia per al TEPT. No obstant això, hom ha qüestionat i problematitzat aquesta designació.

#### Nacions Unides
Mentre s'ocupava dels debats interns als Estats Units, la DAE també pressionava per a la regulació de l'MDMA a escala internacional. El 1985, el Comitè d'Experts en Dependència de Drogues de l'Organització Mundial de la Salut va recomanar que s'inclogués l'MDMA a l'Annex I de 1971 de la Convenció sobre les substàncies psicotròpiques de les Nacions Unides. El comitè va fer aquesta recomanació sobre la base de la similitud farmacològica de l'MDMA amb les drogues ja regulades, els informes de tràfic il·legal al Canadà, les confiscacions de drogues als Estats Units i la manca d'ús terapèutic ben definit. Tot i estar intrigats pels informes d'ús psicoterapèutic de la droga, el comitè va considerar que els estudis mancaven de disseny metodològic adequat i va encoratjar a continuar la investigació. El president del comitè, Paul Grof, va discrepar, considerant que el control internacional no era justificat en aquell moment i que caldria d'esperar dades terapèutiques addicionals. La Comissió d'estupefaents de les Nacions Unides va incloure l'MDMA a l'Annex I de la convenció dia 11 de febrer de 1986.

### Després de la regulació

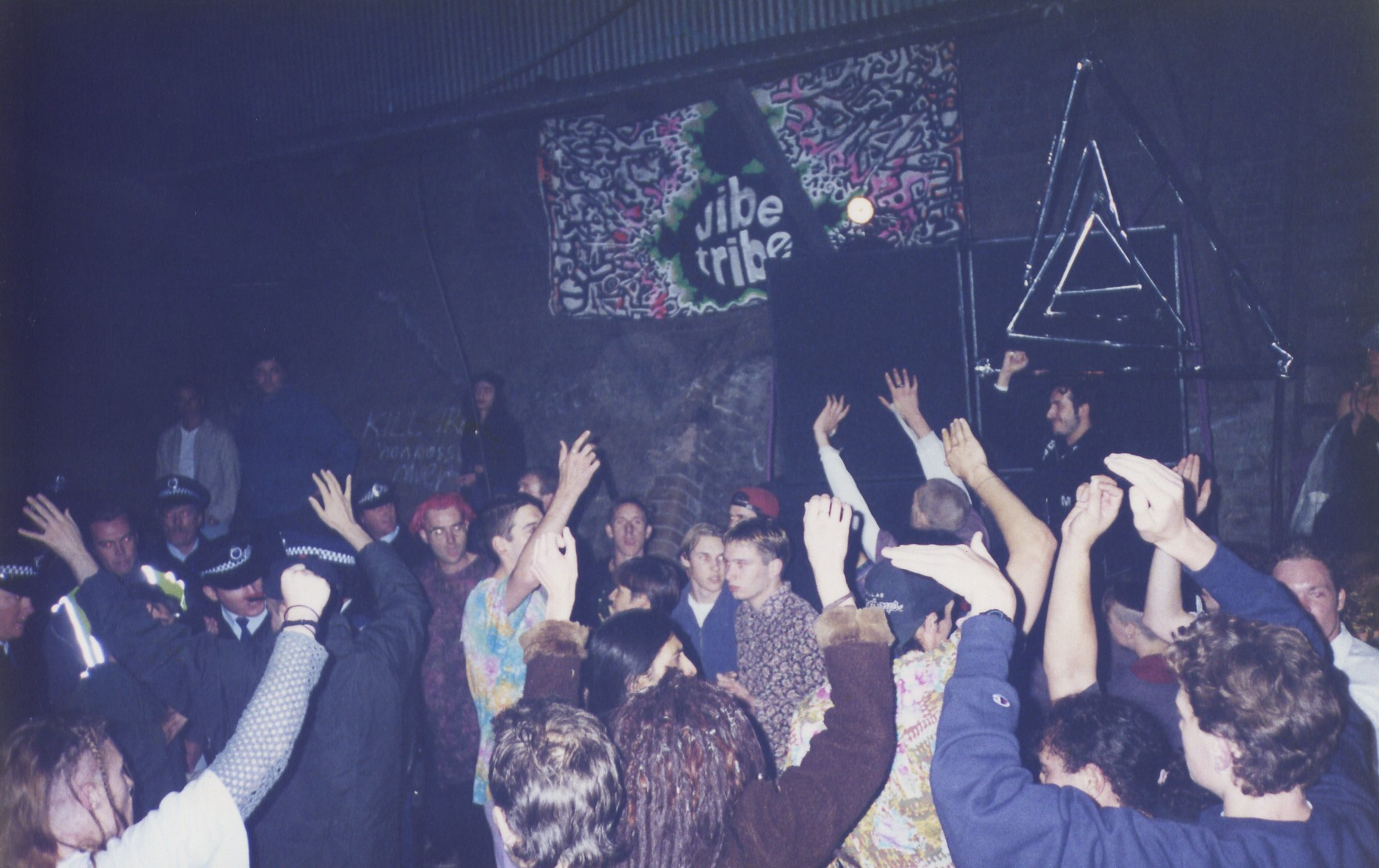
Una rave de Vibe Tribe del 1995 a Erskineville, Austràlia, interrompuda per la policia. El consum d'MDMA es va estendre globalment juntament amb la cultura rave.

El consum d'MDMA en clubs de Texas va disminuir ràpidament després de la criminalització, tot i que el 1991 continuava de ser popular entre els joves de classe mitjana blanca i en discoteques.:46 El 1985, l'MDMA es va associar amb l'acid-house a l'illa d'Eivissa.:50 Més tard, a final dels anys 1980, l'MDMA es va estendre juntament amb la cultura rave al Regne Unit i tot seguit a altres ciutats europees i americanes.:50 El consum il·lícit d'MDMA s'anà estenent cada vegada més entre els joves a les universitats i, més endavant, als instituts de secundària. A partir de mitjan anys 90, l'MDMA s'ha convertit en la droga de tipus amfetamínica més consumida entre estudiants universitaris i adolescents.:1080 L'MDMA va esdevenir una de les quatre drogues il·lícites més utilitzades als Estats Units, juntament amb la cocaïna, l'heroïna i el cànnabis.
Hi ha estimacions per les quals, el 2004, solament el cànnabis atreia més usuaris als Estats Units.
Després que l'MDMA fos criminalitzat, la major part de l'ús mèdic es va aturar, tot i que hi va haver terapeutes que van continuar receptant-ne il·legalment. Més tard,  Charles Grob va emprendre un estudi de seguretat en voluntaris sans en dosis en augment. Posteriorment, als Estats Units s'han fet estudis amb MDMA aprovats per la FDA en éssers humans a Detroit (Universitat Estatal de Wayne), Chicago (Universitat de Chicago), San Francisco (UCSF i Centre Mèdic de Califòrnia Pacífic), Baltimore (Programa Intramural del NIDA-NIH) i Carolina del Sud. També s'han realitzat estudis a Suïssa (Hospital Universitari de Psiquiatria de Zuric), els Països Baixos (Universitat de Maastricht) i Catalunya (Universitat Autònoma de Barcelona).
Durant la dècada del 2000, l'MDMA en forma cristal·litzada o en pols començà a rebre el nom de molly (forma abreviada de 'molècula') al món anglosaxó.
El 2010, la BBC va informar que el consum d'MDMA al Regne Unit havia disminuït; això es pot deure, val a dir, a l'increment de confiscacions durant el consum i la disminució de la producció de les substàncies precursoras utilitzades per fabricar MDMA. La substitució sense saber-ho per altres drogues, com la mefedrona i la metamfetamina, així com alternatives legals a l'MDMA, com el BZP, l'MDPV i la metilona, també se sap que han contribuït a la disminució de la seva popularitat.
El 2017 es va descobrir que hi havia pastilles venudes com a MDMA que contenien pentilona, que pot causar inquietud i paranoia molt desagradables.
Segons David Nutt, quan les Nacions Unides restringiren el safrol per reduir l'oferta d'MDMA, els productors a la Xina van començar a utilitzar anetol en lloc seu, però això produeix para-metoxianfetamina (PMA), que és molt més tòxica que l'MDMA i pot causar hipertèrmia, espasmes musculars, convulsions, pèrdua de coneixement i mort. De vegades, pot succeir que es vengui PMA comptes d'MDMA.

## Societat i cultura

### Estat legal
L'MDMA està legalment controlat en la major part del món sota la Convenció sobre les substàncies psicotròpiques de les Nacions Unides i altres acords internacionals, malgrat que existeixen excepcions per a la recerca i l'ús mèdic. En general, el consum, la venda o la fabricació no autoritzada d'MDMA són tots delictes penals.

#### Austràlia
A Austràlia, l'MDMA es va declarar l'MDMA una substància il·legal el 1986, a causa dels seus suposats efectes nocius i del seu potencial d'abús.. Qualsevol venda, consum o fabricació no autoritzats estan estrictament prohibits per la llei. Cal que les llicències per a usos de recerca en humans les aprovi un comitè d'ètica en recerca humana reconegut. Amb tot, dia 1r de juliol de 2023, es va reconsiderar la situació legal de l'MDMA, i ara és una substància disponible amb recepta quan s'utilitza en el tractament del trastorn per estrés posttraumàtic, encara que resta com una substància prohibida en tots els altres usos. Per al tractament del TEPT, només els psiquiatres poden prescriure MDMA, amb una formació i autorització específiques.
A Austràlia Occidental, segons la Llei d'Abús de Drogues de 1981, 4g d'MDMA és la quantitat requerida per determinar un judici, 2g es considera una presumpció amb la intenció de vendre o subministrar, i 28g es considera tràfic segons la llei australiana.
El Territori de la Capital Australiana ha aprovat legislació per despenalitzar la possessió de petites quantitats d'MDMA, amb entrada en vigor prevista per a l'octubre de 2023.

#### Regne Unit
Al Regne Unit, l'MDMA es va il·legalitzar el 1977 mitjançant una ordre de modificació de la Llei d'Abús de Drogues de 1971. Tot i que l'MDMA no s'inclou explícitament en aquesta legislació, l'ordre va ampliar la definició de drogues de Classe A per incloure diverses fenetilamines. Per tant, l'MDMA és il·legal de vendre, comprar o posseir sense llicència al Regne Unit. Les penes inclouen un màxim de set anys i una multa il·limitada per possessió, i cadena perpètua i multa il·limitada per producció o tràfic.

Hi ha investigadors com David Nutt que critiquen la prohibició de l'MDMA, que considera una droga relativament inofensiva. En un editorial escrit al Journal of Psychopharmacology, on comparava el risc de dany per muntar a cavall (un cas advers en 350) amb el de l'èxtasi (un de cada 10.000), va resultar en el seu acomiadament, i posteriorment en la renúncia dels seus col·legues del Consell assessor sobre el mal ús de les drogues (Advisory Council on the Misuse of Drugs).

#### Estats Units
Als Estats Units, l'MDMA figura a l'Annex I de la Llei de Substàncies Controlades (en). En una audiència judicial federal del 2011, l'American Civil Liberties Union va argumentar amb reeiximent que la directriu de condemna per a l'MDMA es fonamenta en ciència desactualitzada, que porta a condemnes de presó excessives. Altres tribunals han confirmat les directrius de condemna: a Tennessee, un tribunal va argumentar que «un jutge individual d'un districte judicial federal no pot reunir els recursos que té la Comissió per abordar les múltiples qüestions involucrades a determinar una equivalència adequada de drogues».

#### Països Baixos
Els Països Baixos mantenen l'MDMA a la Llista I (substàncies prohibides), segons el Comitè d'Experts de la Llista (Expertcommissie Lijstensystematiek Opiumwet), que va emetre un informe el juny de 2011. Aquest informe discuteix l'evidència dels danys i l'estat legal de l'MDMA, argumenta a favor de mantenir-la en aquesta llista.

#### Canadà
Al Canadà, l'MDMA està inclòs en la Llista 1 de substàncies controlades, en tant que anàleg de l'amfetamina. La Llei de drogues i substàncies controlades es va actualitzar com a resultat de la Llei de seguretat dels carrers i les comunitats, passant les amfetamines de la Llista III a la Llista I el març de 2012. El 2022, el govern federal va concedir a Colúmbia Britànica una exempció de 3 anys, legalitzant la possessió de fins a 2.5 grams (0.088 oz) d'MDMA a la província de febrer de 2023 fins a febrer de 2026.

### Demografia
El 2014, el 3,5% dels joves nord-americans de 18 a 25 anys havien consumit MDMA. A la Unió Europea, fins al 2018, el 4,1% dels adults (de 15 a 64 anys) havien consumit MDMA almenys una vegada a la seva vida, i el 0,8% n'havia consumit durant el darrer any. Entre els joves majors d'edat, un 1,8% havia consumit MDMA el darrer any.
A Europa, s'estima que el 37% dels habitants habituals de les discoteques d'entre 14 i 35 anys han consumit MDMA el darrer any, segons el Informe Europeu sobre Drogues del 2015. La prevalença més alta de consum d'MDMA durant un any a Alemanya el 2012 va ser de l'1,7% entre les persones de 25 a 29 anys, en comparació amb una mitjana de la població del 0,4%. Entre els usuaris adolescents als Estats Units entre el 1999 i el 2008, les noies consumeixen més MDMA que els nois.

### Economia

#### Europa
El 2008, l'Observatori Europeu de la Droga i les Toxicomanies va observar que baldament hi havia informes de pastilles que es venien per tan sols 1€, en la major part de països d'Europa els preus de venda habituals es trobaven en el rang de 3 a 9€ per pastilla, amb uns 25 - 65 mg d'MDMA. El 2014, l'Observatori va informar que el rang era més habitualment entre 5 i 10€ per pastilla, amb uns 57 - 102 mg d'MDMA, malgrat que l'MDMA en forma de pols cada vegada esdevenia més habitual.

#### Amèrica del Nord
En el seu Informe Mundial de Drogues de 2014, l'Oficina de Nacions Unides contra la Droga i el Delicte va afirmar que els preus de venda de l'èxtasi als Estats Units variaven d'un dòlar fins a setanta dòlars per pastilla. Recentment ha sorgit un nou camp de recerca, la Intel·ligència de Drogues, que té com a objectiu monitorar automàticament les xarxes de distribució basades en tècniques de processament d'imatges i aprenentatge automàtic, en què s'analitza una imatge d'una pastilla d'èxtasi per detectar correlacions entre diferents lots de producció. Aquestes noves tècniques permeten als científics de la policia facilitar el monitoratge de les xarxes de distribució il·lícites.
A octubre de 2015, la major part de la MDMA als Estats Units es produeix a la Colúmbia Britànica, al Canadà, on l'importen organitzacions criminals transnacionals amb base a l'Àsia. El mercat d'MDMA als Estats Units és relativament petit comparat amb la metamfetamina, la cocaïna i l'heroïna: el 2010, entorn de 0,9 milions de persones varen consumir MDMA.

#### Austràlia
L'MDMA és particularment cara a Austràlia, entre 15–30 dòlars australians per pastilla. Pel que fa a les dades de puresa, la mitjana és d'aproximadament el 34%, i la major part de pastilles contenen 70–85 mg d'MDMA. La major part d'MDMA entra a Austràlia procedent dels Països Baixos, el Regne Unit, l'Àsia i els Estats Units.

### Logos corporatius a les pastilles
És habitual que els fabricants d'èxtasi marquin les seves pastilles amb un logotip, que tant poden ser sigles, nombres icònics (com 666 o 007), logotips d'empreses sense relació o emoticones i altres dibuixos. Hi ha pastilles amb icones de productes o contingut popular entre els infants, com ara el Xai Shaun.

## Investigació recent
El 2017, al Regne Unit es va emprendre un primer estudi clínic per l'MDMA com a teràpia per l'addicció a l'alcohol.

També s'ha estudiat la possibilitat d'emprar l'MDMA com a antidepressiu d'acció ràpida en assajos clínics, però el 2017 les proves sobre eficàcia i seguretat encara eren insuficients per arribar a una conclusió. Una revisió del 2014 sobre la seguretat i l'eficàcia de l'MDMA com a tractament per a diversos trastorns, especialment el trastorn per estrés posttraumàtic, indica que l'MDMA té eficàcia terapèutica en alguns pacients; no obstant això, es destaca que encara cal tractar qüestions sobre la controlabilitat de les experiències induïdes per l'MDMA i la recuperació neuroquímica. Els autors assenyalen que l'oxitocina i la D-cicloserina són co-drogues potencialment més segures en el tractament del trastorn, malgrat que l'evidència d'eficàcia és limitada. Aquesta i una segona revisió d'un autor diferent van concloure que, a causa del risc demostrat de l'MDMA per causar danys a llarg termini en humans (per exemple, neurotoxicitat serotoninèrgica i deteriorament persistent de la memòria), «cal realitzar considerablement més recerca» sobre la seva eficàcia en el tractament del trastorn per estrés posttraumàtic per determinar si els beneficis potencials del tractament superen el potencial de dany.
En relació amb l'MDMA com a tractament per al trastorn d'estrès postraumàtic combinat amb psicoteràpia, hi ha quatre assajos clínics que forneixen evidències a favor d'aquest tractament, malgrat que moderades. No obstant això, el coneixement i l'expectativa dels participants en la teràpia probablement ha conduït a una sobrestimació dels seus efectes,. A més, no hi ha assajos que comparin la psicoteràpia assistida amb MDMA amb els tractaments psicològics convencionals, que sembla que tenen efectes de tractament similars o millors en comparació amb els aconseguits amb la psicoteràpia assistida amb MDMA.
El 2018, els investigadors van identificar l'MDMA com a psicoplastogen, que fa referència a un compost capaç de promoure la neuroplasticitat, i l'Administració d'Aliments i Fàrmacs li va concedir la designació de «teràpia revolucionària» per al tractament del trastorn d'estrés postraumàtic.